# Pokret za ljudska prava u SAD-u
Pokret za ljudska prava u Sjedinjenim Američkim Državama je duga, u prvom redu nenasilna borba za stjecanje i izjednačavanje ljudskih prava pred zakonom ponajprije afroameričkih građana SAD-a. Na tlu SAD-a djeluje mnogo pokreta koji se bore za dobrobit različitih društvenih grupacija, ali ovaj termin se često koristi kada se govori o naporima u godinama između 1955. i 1968. da se ukine diskriminacija protiv Afroamerikanaca i da se ukine rasna segregacija, naročito u državama američkog Juga. 
Članak se bavi naročito ovim pokretom, a ne poredbom pokreta kako bi se ukinula diskriminacija nasuprot drugim etničkim grupacijama unutar SAD-a.
Riječ je o periodu između 1955. godine kada je započeo bojkot autobusnog prometa i 1968. godine kada je uhićen Martin Luther King Junior.